# Nemain
Nella mitologia irlandese, Nemain (scrittura moderna: Nemhain) è lo spirito fata del caos frenetico della guerra, e forse un aspetto della Mórrígan. Il suo nome viene a volte scritto Nemon o Neman.

## Rappresentazione nella letteratura
Nell'epica irlandese intitolata Táin Bó Cúailnge, Neman confonde gli eserciti, tanto che gli amici si uccidono a vicenda. Quando gli uomini della regina Medb arrivano a Magh-Tregham, nell'odierna contea di Longford, sulla strada per Cuailnge, Neman appare tra loro.
Si parla di Nemain anche in un altro passaggio, nell'episodio chiamato "Breslech Maighe Muirthemhne", in cui viene descritta la furia di Cú Chulainn nel vedere gli eserciti avversari del sud e dell'est accampati all'interno dei confini di Ulaid.

## Parentele
Nel glossario di Cormac, si dice che Nemain fosse la moglie di Neit, "il dio della battaglia contro il pagano Gaeidhel".
Un poema del Libro di Leinster definisce Badb e Nemain come mogli di Neid o Neit. Nel folio 5, a2, dello stesso MS., si dice che Fea e Nemain fossero le due mogli di Neit, ma nel poema su Ailech stampato da Dinnsenchus nel "Ordinance Memoir of Templemore" (p. 226), Nemain viene citata da sola come moglie di Neit. Inoltre, nel libro irlandese della genealogia, sia Fea che Neman sono figlie di Elcmar di Brugh (Newgrange, vicino a Boyne), che era a sua volta figlio di Delbáeth, figlio di Ogma, figlio di Elatan, e mogli di Neid figlio di Indae. Questa identica parentela di Fea e Nemain implica che si tratti della stessa persona.
A volte appare come un bean nighe, presso un fiume, mentre lava i vestiti o le interiora di un guerriero maledetto.

## Etimologia
Le varianti con le quali appare il suo nome nei testi irlandesi sono Nemon ~ Nemain ~ Neman. Queste alternative risalgono alla forma protoceltica del suo teonimo, se di teonimo si trattava in quel periodo, che sarebbe *Nemānjā, *Nemani-s o *Nemoni-s. 
A questo termine sono stati dati diversi significati. Secondo Squire (2000:45) il termine inglese venomous (velenoso) deriva probabilmente dal protoceltico *nemi- ("dose di veleno") dalla radice protoindoeuropea *nem- (antico irlandese nem, pl. neimi 'veleno'). 
Allo stesso modo, il protoceltico *nāmant- (nemico), l'irlandese námhaid con genitivo namhad (nemico) dall'antico irlandese náma, g. námat, pl.n. námait è troppo diverso da *Nemānjā, *Nemani-s o *Nemoni-s per essere equiparato a loro.
Il nome può plausibilmente essere una forma estesa della radice protoindoeuropea del nome *nem- (afferrare, prendere, distribuire) a cui si lega l'antico greco Némesis (ira, nemesi) ed il nome Nemesi, personificazione della giustizia divina nella mitologia greca. Alla radice protoindoeuropea si lega anche l'alto tedesco antico nâma (rapina), il tedesco nehmen, (prendere) e l'inglese nimble (Agile). Lo zend "O'Neal" (crimine), l'albanese name (maledizione) ed il gallese, cornico e bretone nam, (maledizione). Secondo questa teoria, il nome significherebbe "il Grande Prenditore" o "il Grande Assegnatore". È anche plausibile che il nome sia legato al protoindoeuropeo *nem- (piegare, torcere). Oltre a questi significati, il teonimo potrebbe anche significare qualcosa tipo "Grande Piegatore".

## Nemain nella cultura di massa
- Nella Trilogia di Fionavar di Guy Gavriel Kay Nemain è, insieme a Macha, la dea della guerra.
- Nemain è un'antagonista nella serie a fumetti italiana Zagor.